# Sully (pel·lícula)
Sully és un drama biogràfic estatunidenc dirigit per Clint Eastwood, protagonitzat per Tom Hanks, amb Laura Linney i Aaron Eckhart. Amb guió de Todd Komarnicki, basat en el llibre «Highest Duty: My Search for What Really Matters» del capità Chesley 'Sully' Sullenberger i Jeffrey Zaslow, que narra l'amaratge d'emergència que va fer el capità Sully a la superfície del riu Hudson pilotant el vol 1549. Es va estrenar el 2 de setembre de 2016 al Festival de Cinema de Telluride, Colorado. El 22 de maig de 2020 es va estrenar el doblatge en català a TV3.

## Argument
La pel·lícula tracta sobre el capità Chesley "Sully" Sullenberger (Tom Hanks) que durant el vol 1549 de l'aerolínia US Airways el 15 de gener de 2009, es veu obligat a amarar al riu Hudson just després de l'enlairament, a causa de l'impacte d'unes aus que va afectar els dos motors de Airbus A320 que pilotava. Sullenberger i el seu company Jeff Skiles (Aaron Eckhart) són jutjats com a herois, però han de defensar-se quan la Comissió d'Accidents d'Aeronaus de la Junta Nacional de Seguretat en el transport (NTSB) posa en dubte les accions de Sully i afirma que realment podria haver aterrat amb seguretat a l'aeroport més proper.

## Repartiment
- Tom Hanks: Chesley Sullenberger|Chesley «Sully» Sullenberger
- Aaron Eckhart: Jeff Skiles
- Laura Linney: Lorraine Sullenberger
- Anna Gunn: Dr. Elizabeth Davis
- Mike O'Malley: Charles Porter
- Jamey Sheridan: Ben Edwards
- Ann Cusack: Donna Dent
- Molly Hagan: Doreen Welsh
- Jane Gabbert: Sheila Dail
- Holt McCallany: Mike Cleary
- Chris Bauer: Larry Rooney
- Patch Darragh: Patrick Harten
- Laura Lundy: Periodista
- Blake Jones: Sully amb 16 anys
- Jerry Ferrara: Michael Delaney
- Michael Rapaport: Pete (bar)

## Al voltant de la pel·lícula
Clint Estwood va confiar la direcció de fotografia a Tom Stern que va incloure localitzacions tant a Nova York com als estudis de Warner Bros i la Universal, a més d'Atlanta on va filmar el control de trànsit aeri i l'hotel. Tenint en compte una exhibició en Imax es va utilitzar una càmera de cinema digital Arri Alexa IMAX, Hasselblad Prime 65 Lenses. La recreació de les escenes del rescat es van obtenir combinant imatges aconseguides des de diversos ferries al Hudson durant tres o quatre dies, amb un temps una mica ennuvolat similar a quan es produir el succés, amb la recreació rodada a Hollywood amb imatges d'un avió real. La producció va comprar dos Airbus A320 retirats que van ser utilitzats a Falls Lake, un llac artificial d'Universal Studios. Els efectes visuals barrejant les dues ubicacions van ser dirigides per Michael Owens, supervisor d'efectes visuals.
Amb un pressupost de 60,0 milions de dòlars, la recaptació de la pel·lícula a nivell mundial va assolir els 240,8 milions de dòlars, 125,1 milions als Estats Units i Canadà, distribuïda per Warner Bros i 115,7 milions de taquilla a la resta del món.

## Crítica
Al lloc web estatunidenc Rotten Tomatoes dedicat a la crítica i informació sobre pel·lícules, Sully obté una valoració positiva per part del 85% dels crítics sobre un total de 337 ressenyes, amb una valoració mitja de 7,22/10 i un 84% d'aprovació de l'audiència, amb un 3,98/5. Valora especialment la sòlida interpretació de Tom Hanks i la direcció d'Eastwood, aconseguint un homenatge emotiu a l'heroi protagonista.
A l'agregador de ressenyes Metacritic, Sully obté una qualificació de 74/100 a partir de les opinions de 46 crítics, amb 35 valoracions positives i 11 en la qualificació mixta. Per part dels usuaris la puntuació és del 7,6/10.
Segons l'opinió de Joan Pons en la seva crítica a l'Ara, «Un discurs ferm, clar i ben exposat de cap a cap. Una vindicació del factor humà com un aspecte positiu a tenir en compte en una tragèdia (...)i tot aquest film és una enorme reflexió sobre quantes auditories es necessiten en els nostres temps per poder dir que una persona ha tingut un comportament heroic.»

## Nominacions i premis
La gravació de la caixa negra va revelar com va tenir lloc el miracle sobre el Hudson. Les dades dels enregistraments van mostrar que els dos motors estaven afectats i també han permès explicar la història en aquest film. Sully va rebre una nominació a un dels premis tècnics dels Oscar, concretament a millor edició de so, per Alan Robert Murray i Bub Asman.
Va guanyar la millor edició de so per anunci de televisió i l'anunci més original al Golden Trailer Awards, alhora que també va ser nominat el tràiler de Sully en la categoria de Drama.